# The Spanish Earth
The Spanish Earth (Nederlands: Spaanse Aarde) is een anti-fascistische documentaire film uit 1937 over de Spaanse Burgeroorlog, ter ondersteuning van de democratisch verkozen Republikeinen en vooral als tegenwicht voor de propaganda gevoerd door aanhangers van Franco. Op deze manier wilde men vanuit de VS politieke en economische steun verkrijgen voor de Spaanse Republikeinse zaak. Volgens Lillian Hellman, die meewerkte aan het scenario, bracht de film in de VS uiteindelijk voldoende fondsen op voor de aanschaf van 17 ambulances. De film werd geregisseerd door Joris Ivens en geschreven door John Dos Passos en Ernest Hemingway. Orson Welles trad als verteller op, maar er is ook een versie in omloop waarin Hemingway de tekst inspreekt. Jean Renoir verzorgde de Franse versie. De muziek is van Marc Blitzstein en Virgil Thomson.

## Verhaal

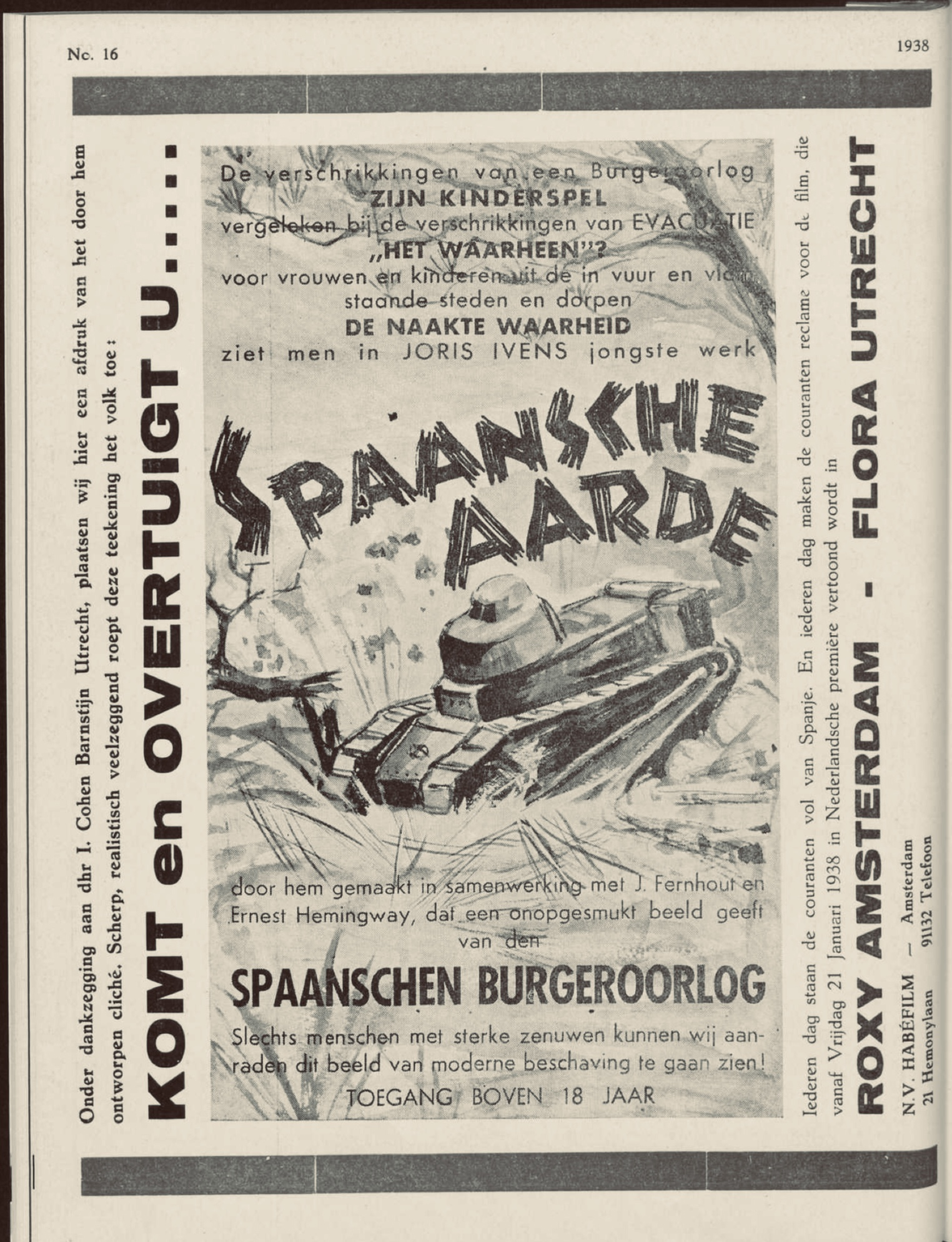
Advertentie

De film opent in het dorpje Fuentidueña de Tajo waar een groep boeren gezamenlijk het land bezitten en eveneens over de kracht en de middelen beschikken om het te bewerken tijdens de Spaanse burgeroorlog. Men wordt geconfronteerd met alle facetten van de oorlog. De gruwelen, de soldaten in gevecht met het fascisme en tegen buitenlandse interventie, de gewonden, en beelden van een door Duitse en Italiaanse bommen verwoest Madrid. 
De strijd die de soldaten aan het front leveren stelt de boeren in staat om op het land te werken om vervolgens de strijders te voorzien van voedsel.